# 二階堂照行
二階堂 照行（にかいどう てるゆき）は、戦国時代の武将・陸奥国の戦国大名。須賀川二階堂氏6代当主。

## 生涯
二階堂晴行の嫡男として誕生。名は行秀（ゆきひで）、輝行（てるゆき）とも伝わる。
須賀川城を居城として、陸奥国岩瀬郡を支配した。伊達稙宗の娘婿であり、伊達氏の内紛である天文の乱の際には稙宗側に味方した。照行の代には「わずかに五十余郷を領す」とあり衰微を思わせ、永禄2年（1559年）には田村氏に今泉城を奪われた。以後、しばしば今泉城の回復を図ったが、目的を果たせぬまま永禄7年（1564年）に死去し、跡は嫡男・盛義が継いだ。
なお、没年を天文6年（1537年）または弘治3年（1557年）と記載している文献もあるが、誤りである。